# Andrea Bartolini
Andrea Bartolini (Imola, 4 novembre 1968) è un ex pilota motociclistico italiano; è stato campione del mondo di motocross classe 500 nel 1999.

## Carriera
Inizia ad andare in motocicletta a 12-13 anni. Nel suo paese, Casalfiumanese, c'era una pista da cross. Diventa il suo campo di allenamento.

Esordisce nel campionato mondiale di motocross nel 1991 in sella alla Suzuki 125cc. Nel 1992 passa alla Honda e disputa una buona stagione, finendo sesto nella classifica assoluta. Ottiene la sua prima vittoria il 20 giugno 1993 conquistando il Gran Premio di San Marino, sempre nella classe 125cc. A fine stagione è sesto nella classifica generale. Nello stesso periodo vince tre titoli italiani di categoria.
Dal 1994 partecipa al Campionato del mondo nella classe 250cc. Firma per la Yamaha ufficiale, diventando compagno di squadra del campione mondiale Donny Schmit. Dopo un'annata di apprendistato, nel 1995 e nel 1996 conclude rispettivamente settimo (tre vittorie) e sesto (con una sola vittoria). Nel 1997 passa alla classe 500 cc. Vince il Gran Premio d'Italia, disputato il 6 aprile, e finisce quinto nella classifica generale.

Nel 1998 è in lotta per il titolo (vince tre gare nelle prime nove) ma al Gran Premio del Belgio (la decima e terzultima prova) si infortuna (frattura di due vertebre e rottura del femore) e si deve ritirare. L'anno seguente è la sua migliore stagione: Bartolini conquista il titolo mondiale 1999, oltre a vincere per l'Italia due edizioni del Motocross delle Nazioni in squadra con Alessio Chiodi e Claudio Federici nel 1999 e nuovamente con Chiodi e Alessandro Puzar nel 2002.
Oltre al campionato mondiale della 500 ha conquistato anche un terzo posto finale nella classe 125 nel campionato mondiale del 2003.
Oltre che nelle competizioni di motocross ha partecipato, seppur non a tempo pieno, al Campionato del Mondo Supermoto 2005 con discreti risultati.
Nel 2007 è stato chiamato a rivestire il ruolo di CT della nazionale italiana Motocross e Supermotard per i trofei delle nazioni di specialità.
Sempre nel 2007 è stato chiamato dalla Husqvarna per seguire lo sviluppo dei suoi nuovi modelli da motocross.